# Peidong Yang
Peidong Yang, född 1971 i Suzhou, Kina, är en kinesisk-amerikansk kemist och materialvetare. Han är professor vid University of California, Berkeley sedan 1999 samt medlem av American Academy of Arts and Sciences. Hans forskning har kretsat kring nanoteknologi, nanostrukturer och nanotrådar.

## Biografi
Yang tog en BA-examen i kemi från University of Science and Technology of China 1993. För sina doktorandstudier arbetade han med Charles M. Lieber vid Harvard University, och 1997 tilldelades han en doktorsexamen i kemi. Han var stipendiat hos Galen D. Stucky vid University of California, Santa Barbara 1997–1999, innan han anställdes som biträdande professor i kemi vid University of California, Berkeley, där han började arbeta 2004.

## Karriär
Yang är välkänd för sitt arbete inom syntes och karaktärisering av nanostrukturer och medförfattare till över 200 peer-reviewed journalartiklar. En av hans mest uppmärksammade artiklar, "Room-Temperature Ultraviolet Nanowire Nanolasers", publicerades i tidskriften Science 2001 och har citerats över 5 000 gånger. År 2010 rankades Yang som den bästa materialforskaren och bland de 10 bästa kemisterna under årtiondet 2000-2010 av Thomson Reuters, i rangordning efter citatpåverkan. Som en av ledarna för Joint Center for Artificial Photosynthesis, en Energy Innovation Hub 2010 inom US Department of Energy, samordnar han ansträngningarna för att utveckla material som använder solljus för att omvandla vatten till bränsle. Sedan han kom till Berkeley har Yang varit handledare för över 30 doktorander och över 30 postdoktorer.
Yang är för närvarande (2021) också Senior Faculty Scientist vid Lawrence Berkeley National Laboratory, och biträdande chef för Center of Integrated Nanomechanical Systems (COINS) samt biträdande redaktör för Journal of the American Chemical Society, en tidskrift från American Chemical Society.

### Affärsföretag
Han var grundare av den vetenskapliga rådgivande nämnden vid Nanosys, ett nanomaterialföretag, och han är också grundaren av Alphabet Energy tillsammans med Matthew L. Scullin.

## Utmärkelser
- Camille and Henry Dreyfus Foundation New Faculty Award (1999)
- 3M Untenured Faculty Award (2000)
- Sloan Fellowship forskarstipendium (2001)[9]
- National Science Foundation CAREER Award (2001)
- Hellman Family Faculty Award (2001)
- ACS ExxonMobil Solid State Chemistry Award (2001)
- Beckman Young Investigators Award (2002)[10]
- MIT Technology Review TR100 (2003), som en av top-100-innovatörer i världen under 35 års ålder.[11]
- ChevronTexaco Ordförande för Chemistry, Berkeley (2003)
- Förste ordföranden för American Chemical Society, Nanoscience Subdivision (2003)
- Camille Dreyfus Teacher-Scholar Award (2004)
- Dupont Young Professor Award (2004)
- Julius Springer, Pris för tillämpad fysik (2004)
- Materials Research Society, Outstanding Young Investigator Award (2004)
- ACS Award in Pure Chemistry (2005)
- University of Wisconsin McElvain Lectureship (2006)
- Chinese Academy of Science, Molecular Science Forum Lectureship (2006)
- National Science Foundation, Alan T. Waterman Award (2007)
- Scientific American 50 Award (2008)
- Miller Research Professorship (2008)[12]
- Columbia University Brian Bent Lectureship (2009)
- MacArthur Fellow (2015) [13]
- National Academy of Sciences (2016)[14]
- Global Energy Prize (2020)[15]